# 原田貞憲
原田 貞憲（はらだ さだのり、1899年（明治32年）3月28日 - 1973年（昭和48年）4月22日）は、日本の陸軍軍人。最終階級は陸軍少将。

## 経歴
鳥取県出身。原田正憲の三男として生まれる。1919年（大正8年）5月、陸軍士官学校（31期）を卒業。同年12月、歩兵少尉に任官し歩兵第70連隊付となる。1922年（大正11年）12月、歩兵中尉に昇進。1923年（大正12年）2月から10月まで、陸軍航空学校で操縦学生として学んだ。1925年（大正14年）5月、兵科を航空兵に転科し航空兵中尉に任官。同年6月、所沢陸軍飛行学校教官に就任。1930年（昭和5年）11月、陸軍大学校（42期）を卒業した。
1930年12月、飛行第2連隊中隊長に就任。1931年（昭和6年）10月、参謀本部付勤務となり、参謀本部員（作戦課）を務め、1934年（昭和9年）8月、航空兵少佐に昇進。1935年（昭和10年）10月、関東軍参謀に転じ、1937年（昭和12年）11月、航空兵中佐に進んだ。1938年（昭和13年）3月、参謀本部員（作戦課）に就任し、1939年（昭和14年）8月、航空兵大佐に昇進し陸軍航空総監部付となる。
1939年12月、陸軍航空本部第1課長に就任。1940年（昭和15年）12月から1941年（昭和16年）6月まで、ドイツに航空視察団（山下奉文団長）の一員として出張した。1941年7月、航空本部庶務課長に就任。同本部生産課長、同本部整備部長兼野戦航空兵器長官を歴任し、1943年（昭和18年）8月、陸軍少将に進級。1943年（昭和18年）11月、軍需省航空兵器総局第1局長となり、第1航空軍司令部付、航空総軍参謀副長を経て、1945年（昭和20年）6月、第1航空軍参謀長に発令されて終戦を迎えた。1946年（昭和21年）3月に復員した。
1947年（昭和22年）11月28日、公職追放仮指定を受けた。

## 親族
- 兄 原田憲義（陸軍少将）[1]